# Essenbach
Essenbach är en köping (Markt) i Landkreis Landshut i Regierungsbezirk Niederbayern i förbundslandet Bayern i Tyskland.